# Athyrium bijiangense
Athyrium bijiangense là một loài thực vật có mạch trong họ Woodsiaceae. Loài này được Y.T. Hsieh & W.M. Chu miêu tả khoa học đầu tiên năm 1987.